# Gesunder Menschenverstand
Als der gesunde Menschenverstand, auch Gemeinsinn, von lateinisch sensus communis, oder Hausverstand wird zum einen ein normaler oder natürlicher Verstand bzw. das Denkvermögen eines Menschen bezeichnet, zum anderen das einfache, erfahrungsbezogene und allgemein geteilte Verständnis einer Sache, so wie sie sich einem „natürlichen Urteilsvermögen“ darstellt. Immanuel Kant zufolge ist er „nichts anderes als der durchschnittliche Verstand eines gesunden Menschen“.:18
Es gibt Ansätze, verschiedene Bedeutungsnuancen von „gesunder Menschenverstand“, „Gemeinsinn“, „Urteilskraft“ usw. unter Common Sense in einem Zusammenhang und damit neu zu betrachten. Nach einem Zitat von John Searle geht es beim gesunden Menschenverstand bzw. common sense „im großen und ganzen um weitverbreitete und normalerweise unbestrittene Überzeugungen“.
Stets sind aber drei Aspekte unterscheidbar: Erstens die Vorstellung eines „Normalverstands“, eines durchschnittlichen Urteilsvermögens, das keine methodischen Umwege geht und nicht durch Lehrmeinungen oder Vorurteile in seinem Urteil getrübt wird; zweitens ein empirisch arbeitender Verstand, der konkrete, anschauliche Urteile, auf Basis alltäglicher (Lebens-)Erfahrung fällt und eher auf praktische Anwendung ausgerichtet ist als auf abstrakte Theorie; drittens die Vorstellung von einem allgemein von mündigen Menschen geteilten Verständnis der Dinge, das in seinen Urteilen auf die (wirklichen und möglichen) Urteile aller anderen Rücksicht nimmt.:22ff., 47ff. Der erste Aspekt schlägt eine Verbindung zum Gemeinsinn, der dritte Aspekt zu einer überlegten Rücksichtnahme und eines Wohlwollens für die Gemeinschaft, die ebenfalls als Gemeinsinn bezeichnet wird.
Gerd Gigerenzer gibt vier Fähigkeiten an, die zusammen den gesunde Menschenverstand ausmachen:
- „Kausales Denken, das heißt die Struktur von Ursache und Wirkung in der Welt zu verstehen.“
- „Intuitive Psychologie, z. B. die Absichten und Überzeugungen anderer Menschen zu verstehen.“
- „Intuitive Physik, z. B. die Eigenschaften von Zeit und Raum zu verstehen.“
- „Intuitives Sozialverhalten wie z. B. Kooperation, Konkurrenz, soziale Normen und Ethik.“

Gesunder Menschenverstand bezeichnet im Alltagsgebrauch nicht nur eine Form von Verstand, sondern auch dessen Urteile. Letztere haben sich in vielen Sprichwörtern und Volksweisheiten manifestiert; als konkreter, pragmatischer „Laienverstand“ wird er oft in Opposition zu einem als „abstrakt“ bzw. „spekulativ“ bezeichneten Expertenverstand gebraucht und Theorie und praktische Erfahrung gegenübergestellt, obwohl sie aufeinander angewiesen sind.:20ff., 25, 29 Als „gemeiner Verstand“ – also im unkritischen Gebrauch – neigt der gesunde Menschenverstand zur steten Wiederaufnahme von Gemeinplätzen und sogar zu Vorurteilen. „Ein Gewinn ist sein Gebrauch vor allem dort, wo er sich auskennt“.:14 Die Gewohnheit, sich unkritisch auf ihn zu berufen, hat ihn laut Robert Nehring stark in Verruf gebracht.:14

## Begriffsgeschichte
Der Ausdruck gesunder Menschenverstand geht wie Gemeinsinn, die französischen Pendants bon sens und sens commun sowie der englische common sense auf den lateinischen Terminus sensus communis zurück. Dieser ist eine Übersetzung des von Aristoteles geprägten Begriffs koine aisthesis: ein innerer Sinn mit Sitz im Herzen, der die verschiedenen Informationen der Einzelsinne zusammenfasst und beurteilt. Die Begriffstradition von gesunder Menschenverstand kennt viele Bedeutungsnuancen, u. a. innerer Sinn, gewöhnlicher Verstand, natürliches Urteilsvermögen, Sinn für Gemeinschaft, gemeinsames Wissen, Meinung der Menge (im Sinne von gr. doxa).:31ff. In der Stoa wurde die Idee gemeinsamer Begriffe (communes conceptiones oder notiones communes) als stärkstes Kriterium der Wahrheit entwickelt. Danach gibt es allgemeingültige Aussagen und Begriffe, wie den des Guten oder die geometrischen Gesetze des Euklid, die man bei allen voraussetzen kann. Hinter diesen Begriffen steht ein allgemeiner moralischer und erkennender Instinkt. Bei Cicero bildete sich der Begriff zur Übereinstimmung aller (consensus gentium) weiter, die wie die Naturgesetze allgemeine Gültigkeit für die Gesellschaft hat.
Boethius untersuchte den Begriff des gemeinsamen Geistes (communis animis conceptio) als allgemeingültiges Gesetz, als Aussage, der jeder zustimmt, ebenso wie in der mittelalterlichen Philosophie Petrus Abaelardus oder Thomas von Aquin. Communes conceptiones sind Prinzipien, die evident sind und durch die notwendig die Wahrheit erkannt wird.
In der englischen Philosophie im Zeitalter der Aufklärung entwickelt sich die Bedeutung des Begriffs des Common Sense bei Francis Hutcheson und David Hume zu den allgemein anerkannten Grundsätzen des praktischen Lebens, die auch ausdrücklich einen moral sense einschließen. Beide Vordenker der Aufklärung kann man als Nachfolger von Anthony Ashley-Cooper, 3. Earl of Shaftesbury ansehen, der die Bedeutung von wit und humour unter den Titel des sensus communis stellt und sich dabei auf die römischen Klassiker und ihre humanistischen Interpreten beruft. Die Grundsätze des Common Sense sind von den Vorurteilen der Menge zu unterscheiden. Bei Hume kommt hinzu, dass sich nach seiner Auffassung der Common Sense aufgrund von Erfahrung und Gewohnheit ausbildet.
Der Ausdruck selbst wird erst im 18. Jahrhundert häufiger im deutschen Sprachgebrauch verwendet. Der Begriff erlebt unter Einfluss der schottischen Common-Sense-Philosophie, die stark von Thomas Reid geprägt wurde, einen großen Aufschwung. Es bildete sich die Bedeutung einer gemeinschaftlichen Überzeugung als Grundlage der Erkenntnis heraus. Gegen materialistische Auffassungen, aber auch gegen den Skeptizismus Humes entwickelte Thomas Reid in Essays on the Intellectual Powers of Man eine Theorie des Common Sense, nach der Erkenntnis auf dem intuitiven Vermögen zur Einsicht in die Wahrheit beruht, während die Vernunft lediglich eine Auseinandersetzung mit diesen Einsichten beinhaltet. Als unabweisbare Wahrheiten betrachtete er insbesondere das Vorhandensein eines Selbstbewusstseins, die Existenz einer Außenwelt und allgemeine, immer gültige Naturgesetze. Die Funktion des Common Sense ist es, insbesondere übersteigerte Spekulationen der Metaphysik ebenso wie radikale Skepsis zu korrigieren. Für die Vertreter der sogenannten „schottischen Schule“ (neben Reid vor allem James Beattie und Joseph Priestley) bezeichnete Common Sense den gesunden Menschenverstand, den sie zur „Quelle apriorischer Wahrheit, des Sittlichen, der Religion“ machten. Grundlage der gesamten Philosophie sollten also hinreichend reflektierte Alltagserfahrungen sein, die Verwendung und Nützlichkeit der Begriffe jede Frage nach ihrer Rechtfertigung und ihrem Ursprung beantworten.
Ende des 18. Jahrhunderts setzte sich der Ausdruck des gesunden Menschenverstandes gegen Synonyme wie gemeiner Verstand, gesunde Vernunft usw. durch und wurde zunehmend auch vom Gemeinsinn unterschieden.:212ff.:22ff. Zur Aufwertung des gesunden Menschenverstandes trägt stark die deutsche Popularphilosophie bei, die auch Philosophie des gesunden Menschenverstandes genannt wird. Ihre Blüte erlebt sie während der Hochaufklärung, von etwa 1750 bis 1780. Hauptvertreter sind u. a. Moses Mendelssohn, Johannes Nikolaus Tetens, Johann Georg Heinrich Feder, Christoph Meiners und der frühe Kant.:78ff., 244ff.
Bei Immanuel Kant findet sich sowohl eine Kritik an der Berufung auf den Common Sense in der metaphysischen Debatte, als auch eine Rechtfertigung des sensus communis in seiner Urteilstheorie. In der Auffassung der „schottischen Schule“ des Common Sense und der ihr nahestehenden deutschen Popularphilosophie sah Kant nur ein bequemes Ausweichen vor den eigentlichen Aufgaben der Vernunft (Immanuel Kant: AA IV, 259–260). Der gemeine Menschenverstand zeige sich vor allem in der unmittelbaren Anwendung von Urteilen in der Erfahrung, er könne aber nicht als Rechtfertigungsgrund für Begriffe und Dogmen als Sätze a priori gelten. Anfangs selbst Popularphilosoph, bleibt der Aufklärer auch später – nach seiner polemischen Kritik am Missbrauch des gesunden Menschenverstandes durch einige Popularphilosophen – ein Befürworter des gesunden Menschenverstandes.:78ff., 244ff. Gesunder (Menschen-)Verstand ist für ihn „der gemeine Verstand, so fern er richtig urtheilt“. Diesen zu besitzen sei ein Geschenk des Himmels. Im Alltag sei er oft nützlicher als wissenschaftliche Erkenntnisse.:47ff. Kant formuliert drei Maximen für den erfolgreichen Gebrauch des gesunden/gemeinen Menschenverstandes:
1. „Selbstdenken“
2. „An der Stelle jedes andern denken“
3. „Jederzeit mit sich selbst einstimmig denken“[18]

In der Metaphysik ist der gesunde/gemeine Menschenverstand für Kant zwar als Probierstein des spekulativen Vernunftgebrauchs und als Ausgangspunkt für die Fragen der reinen Vernunft von Nutzen. Generell gilt hier jedoch: „In der Metaphysik ist die Berufung auf die Aussprüche des gemeinen Verstandes überall ganz unzulässig, weil hier kein Fall in concreto kann dargestellt werden“.
In Kants Moralphilosophie wird dem gesunden/gemeinen Menschenverstand höchste Anerkennung zuteil. In Fragen der Moral urteile dieser oft richtiger als die Wissenschaft. Deshalb dient er hier als Ausgangspunkt und Leitfaden für die wissenschaftliche Betrachtung jener.
Auch das Geschmacksurteil ist bei Kant eng mit dem gesunden/gemeinen Menschenverstand verknüpft. Das durch das Fällen subjektiver, aber allgemein geteilter Urteile charakterisierte Vermögen steht bei ihm in Analogie zur Idee des ästhetischen Gemeinsinns. „Unter dem sensus communis muss man die Idee eines gemeinschaftlichen Sinnes, d. i. eines Beurteilungsvermögens verstehen, welches in seiner Reflexion auf die Vorstellungsart jedes anderen in Gedanken (a priori) Rücksicht nimmt, um gleichsam an die gesamte Menschenvernunft sein Urteil zu halten und dadurch der Illusion zu entgehen, die aus subjectiven Privatbedingungen, welche leicht für objectiv gehalten werden könnten, auf das Urtheil nachtheiligen Einfluß haben würde. […] Man könnte den Geschmack durch sensus communis aestheticus, den gemeinen Verstand durch sensus communis logicus bezeichnen.“ (Immanuel Kant: AA V, 293–295). Hier ist der Gemeinsinn regulativ und führt dazu, einen Unterschied zwischen objektiven, subjektiv-privaten und subjektiv-allgemeinen Bedingungen der Beurteilung zu machen. Diesen Gemeinsinn will Kant nun aber vom gesunden Menschenverstand des Common Sense unterschieden wissen.
Der Philosophie im Allgemeinen weist Kant eine Wächterfunktion gegenüber dem gesunden/gemeinen Menschenverstand zu: Sie soll ihn in Schutz nehmen und darüber „wachen, daß der gemeine Menschenverstand ein Gesunder Verstand bleibe“. Außerdem hat sie die Erkenntnisse der oberen Fakultäten (Theologie, Jura, Medizin) „zum Gesunden Menschenverstande herabzubringen“.
Im angelsächsischen Sprachraum dagegen genießt der gesunde Menschenverstand (Common Sense) durchgehend hohe Anerkennung. Genannt seien der amerikanische Pragmatismus – hier vor allem der critical commonsensism von Charles Sanders Peirce und die Verteidigung des Common Sense von George Edward Moore. Große Bedeutung hat bei ihm der gewöhnliche Sprachgebrauch. In Deutschland wurde vor allem vom Philosophen Hermann Lübbe immer wieder auf die große Bedeutung des gesunden Menschenverstandes hingewiesen.:31ff. Generell ist die Berufung auf den Common Sense bei Vertretern der Philosophie der normalen Sprache nach wie vor einflussreich.

## Kritik an der Begriffsverwendung
Johann Gottlieb Fichte und Friedrich Wilhelm Joseph Schelling, vor allem aber Georg Wilhelm Friedrich Hegel äußern sich überaus ablehnend: Der gesunde Menschenverstand gebe nur triviale Wahrheiten zum Besten. Hegel identifiziert die Ausdrücke „Eingebung, Offenbarung des Herzens, […] gesunder Menschenverstand, common sense, Gemeinsinn“ und sieht darin eine Abneigung der Vernunft gegen sich selbst (Misologie).
Beim gesunden Menschenverstand handele es sich »um die am besten verteilte Sache in der Welt, denn jeder fühlt sich damit angemessen ausgestattet«, merkte der Universalgelehrte René Descartes an. Besagter Sache fehle, was den wirklich menschlichen Verstand ausmache: Skepsis, Analyse, Induktion, Prüfung.
Noch ablehnender urteilt Karl Marx: Der gesunde Menschenverstand sei eine Form historischer Dummheit und ein Instrument der herrschenden Klasse. Auch Arthur Schopenhauer und Friedrich Nietzsche äußern sich ablehnend.
Albert Einstein deklamiert ebenso kritisch wie lakonisch: „Der gesunde Menschenverstand ist die Summe aller Vorurteile, die sich bis zum 18. Lebensjahr im Bewusstsein festgesetzt haben“.
Papst Franziskus sagt: „Der Herr befreie uns von der Versuchung des gesunden Menschenverstands.“
Die Kritiker der Lehre vom gesunden Menschenverstand sehen im Gefolge von Kant „eine Strategie der Argumentationsverweigerung“. Der gesunde Menschenverstand werde vor allem dann bemüht, wenn andere Argumente fehlten.
Mit dem typischen, fast überheblichen Gestus des gesunden Menschenverstands und dem Ausspruch: ‘Das sagt einem doch der gesunde Menschenverstand’ würden zudem etwaige Aufforderungen nach tiefer gehenden Begründungen weggewischt, urteilt der Philosoph Bernd Wass.
Trotz kritischer Distanz wird aber auch die Notwendigkeit eines „Grundstock(s) von Überzeugungen“ gesehen (z. B. Existenz und Identität von Selbst, von Verwandten, Berufskollegen usw., Außenweltrealität usw.);:19 es dürfte ein heuristisches Kriterium gelten: Wer etwas als Philosoph vertritt, wofür ihn, wenn er entsprechend lebt, der „Mann auf der Straße“ für wahnsinnig hält, hat eine erhöhte Argumentationslast für seine Meinung. Allerdings sollte dies nicht im Sinne eines Konformismus missverstanden werden.